# Intimazione ad adempiere
L'intimazione ad adempiere è il sollecito che il creditore rivolge al debitore affinché questo adempia la propria prestazione. E deve essere fatta necessariamente per iscritto affinché sia valida. Vi sono dei casi però in cui questa non è necessaria per costituire in mora il debitore

## Disciplina
La disciplina è prevista all'articolo 1219 del codice civile italiano, ed è inquadrata nella sezione relativa all'inadempimento delle obbligazioni. Nei casi in cui la costituzione in mora non è automatica (ipotesi previste all'art. 1219 nn 1, 2, 3 Cod. civ.)  la legge richiede che la parte che ha diritto a ricevere la prestazione confermi la sua volontà di conseguirla, al fine di far decorrere gli effetti della mora del debitore.

## Validità
Ai fini della validità dell'intimazione ad adempiere è richiesta unicamente la forma scritta e la non equivoca volontà di conseguire la prestazione.